# José Manuel Martín
José Manuel Martín Pérez (Casavieja, 24 maggio 1924 – 12 aprile 2006) è stato un attore spagnolo.

## Biografia
È noto per aver partecipato a molti spaghetti western, così come ad alcuni film horror di produzione europea.

## Filmografia parziale

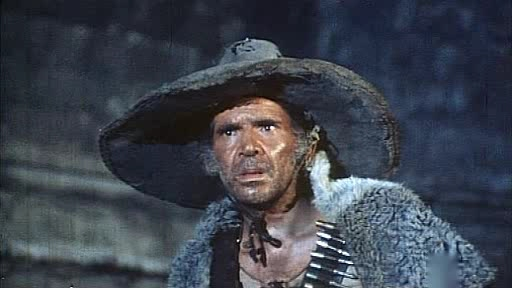
José Manuel Martín in Bastardo, vamos a matar

- La guerra di Dio (La guerra de Dios), regia di Rafael Gil (1953)
- Beta 7 servizio politico (Murió hace quince años), regia di Rafael Gil (1954)
- Il ragazzo dal cuore di fango, regia di Sergio Corbucci e Carlos Arévalo (1957)
- Passione gitana (Spanish Affair), regia di Luis Marquina e Don Siegel (1957)
- Viridiana, regia di Luis Buñuel (1961)
- Le pistole non discutono, regia di Mario Caiano (1964)
- Una pistola per Ringo, regia di Duccio Tessari (1965)
- Per il gusto di uccidere, regia di Tonino Valerii (1965)
- L'ultimo dei Mohicani, regia di Mateo Cano (1965)
- Agente S03 operazione Atlantide, regia di Domenico Paolella (1965)
- L'uomo che viene da Canion City, regia di Alfonso Balcázar (1965)
- Danger - Dimensione morte (Train d'enfer), regia di Gilles Grangier (1965)
- Per il gusto di uccidere, regia di Tonino Valerii (1966)
- 7 dollari sul rosso, regia di Alberto Cardone (1966)
- Quién sabe?, regia di Damiano Damiani (1966)
- Django spara per primo, regia di Alberto De Martino (1966)
- I cinque della vendetta, regia di Aldo Florio (1967)
- Dio perdona...io no!, regia di Giuseppe Colizzi (1967)
- 15 forche per un assassino, regia di Nunzio Malasomma (1967)
- Lo voglio morto, regia di Paolo Bianchini (1968)
- Giugno '44 - Sbarcheremo in Normandia, regia di Leòn Klimosky (1968)
- L'uomo, l'orgoglio, la vendetta, regia di Luigi Bazzoni (1968) (non accreditato)
- Uno dopo l'altro, regia di Nick Nostro (1968)
- Il pistolero dell'Ave Maria, regia di Ferdinando Baldi (1969)
- Arizona si scatenò... e li fece fuori tutti, regia di Sergio Martino (1970)
- La collera del vento, regia di Mario Camus (1970)
- Bastardo, vamos a matar, regia di Gino Mangini (1971)
- La morte cammina con i tacchi alti, regia di Luciano Ercoli (1971)
- Luca, bambino mio, regia di Ramón Fernández (1971)
- E continuavano a fregarsi il milione di dollari, regia di Eugenio Martín (1971)
- Condenados a vivir, regia di Joaquín Luis Romero Marchent (1972)